# Lychas
Lychas is een geslacht van dikstaartschorpioenen (Buthidae). Alle soorten binnen dit geslacht komen voor in Afrika, Azië of Oceanië.

## Taxonomie
Het geslacht bevat in totaal 39 soorten.
- Lychas aareyensis Mirza & Sanap, 2010
- Lychas albimanus Henderson, 1919
- Lychas asper (Pocock, 1891)
- Lychas biharensis Tikader & Bastawade, 1983
- Lychas braueri (Kraepelin, 1986)
- Lychas buchardi Kovařík, 1997
- Lychas burdoi (Simon, 1882)
- Lychas ceylonensis Lourenço & Huber, 1999
- Lychas farkasi Kovarik, 1997
- Lychas feae (Thorell, 1889)
- Lychas flavimanus (Thorell, 1888)
- Lychas gravelyi Henderson, 1913
- Lychas hendersoni (Pocock, 1897)
- Lychas heurtaultae Kovařík, 1997
- Lychas hillyardi Kovařík, 1997
- Lychas hosei (Pocock, 1891)
- Lychas infuscatus (Pocock, 1891)
- Lychas kamshetensis Tikader & Bastawade, 1983
- Lychas kharpadi Bastawade, 1986
- Lychas krali Kovařík, 1995
- Lychas laevifrons Pocock, 1897
- Lychas Lourençoi Kovařík, 1997
- Kleine marmerschorpioen (Lychas marmoreus) (C. L. Koch, 1844)
- Lychas mjobergi Kraepelin, 1916
- Lychas mucronatus (Fabricius. 1798)
- Lychas nigristernis (Pocock, 1899)
- Lychas obsti Kraepelin, 1913
- Lychas perfidus (Keyserling, 1885)
- Lychas rackae Kovařík, 1997
- Lychas rugosus (Pocock, 1897)
- Lychas santoensis Lourenço, 2009
- Lychas scaber (Pocock, 1893)
- Lychas scutilus C. L. Koch, 1845
- Lychas serratus (Pocock, 1891)
- Lychas shelfordi (Borelli, 1904)
- Lychas shoplandi (Oates, 1888)
- Lychas srilankensis Lorenco, 1997
- Lychas tricarinatus (Simon, 1884)
- Lychas variatus (Thorell, 1876)